# Masato Sakai (vận động viên bơi lội)
Masato Sakai (坂井 聖人 Sakai Masato, sinh ngày 6 tháng 6 năm 1995) là một vận động viên bơi lội người Nhật chuyên bơi bướm 200 mét nam. Anh đã giành được huy chương bạc ở sự kiện 200 mét bướm nam tại Thế vận hội mùa hè 2016. Sakai đứng ở vị trí thứ 6 ở mốc 150, và về đích chậm hơn Michael Phelps 0,04 giây.
Tại Giải vô địch dưới nước thế giới 2015 ở Kazan, Sakai về thứ 4 trong 200 mét bướm, kém 0,14 giây ngoài huy chương.